# Résolution 2014 du Conseil de sécurité des Nations unies
Membres permanents
- Chine
- États-Unis
- France
- Royaume-Uni
- Russie

Membres non permanents
- Afrique du Sud
- Allemagne
- Bosnie-Herzégovine
- Brésil
- Colombie
- Gabon
- Inde
- Liban
- Nigéria
- Portugal

Résolution no 2013 Résolution no 2015
La résolution 2014 du Conseil de sécurité des Nations unies est une résolution du Conseil de sécurité des Nations unies adoptée le 21 octobre 2011. Elle concerne le Yémen et la révolte qui y est en cours. Elle appelle le président Ali Abdallah Saleh à accepter un plan de paix négocié par le Conseil de coopération du Golfe pour un transfert des pouvoirs et pour la mise en place d'un cessez-le-feu permanent entre les partisans du président Saleh et le mouvement de contestation.

## Texte
- Résolution 2014 Sur fr.wikisource.org
- Résolution 2014 Sur en.wikisource.org